# Paka pri Velenju
Paka pri Velenju – wieś w Słowenii, w gminie miejskiej Velenje. W 2018 roku liczyła 446 mieszkańców. 